# Zerwany kłos
Zerwany kłos – polski film dramatyczny z 2017 roku, oparty na biografii błogosławionej Karoliny Kózkówny. Film wyprodukowany został przez Fundację Lux Veritatis przy wsparciu Telewizji Trwam. Twórcami filmu są studenci i absolwenci Wyższej Szkoły Kultury Społecznej i Medialnej w Toruniu.

## Fabuła
Rok 1914. Trwa I wojna światowa. W okolicach Tarnowa stacjonują rosyjscy żołnierze. Szesnastoletnia Karolina Kózkówna ponosi śmierć broniąc się przed żołnierzem, który usiłuje ją zgwałcić. Jej ojciec cierpi, gdyż obwinia siebie za śmierć córki. Drugim wątkiem filmu jest historia Teresy, która skrywa mroczną tajemnicę o gwałcie zadanym jej przez kozaka Sorokina.

## Obsada
- Aleksandra Hejda – Karolina Kózkówna
- Dariusz Kowalski – Jan Kózka, ojciec Karoliny
- Paweł Tchórzelski – carski żołnierz
- Witold Bieliński – ksiądz Władysław Mendrala
- Zuzanna Gąsiorek – Maria Kózka, matka Karoliny
- Magdalena Michalik – Teresa
- Piotr Zajączkowski – kozak Sorokin
- Oliwia Chmielewska – Karolina Kózkówna w dzieciństwie
- Mateusz Matuszak – syn Teresy
- Milena Gąsiorek – Marysia, wiejska dziewczynka
- Franciszek Solecki – Franek, wiejski chłopiec
- Mirosława Marcheluk – wieśniaczka
- Ryszard Mróz – wieśniak
- Maciej Gąsiorek – wieśniak
- Anna Dębicka – Cyganka
- Łukasz Wilma – tancerz kozacki
- Karol Niechciał – świadek zbrodni
- Andrzej Wiśniewski – świadek zbrodni
- Joanna Jeżewska – narrator (monolog wewnętrzny Teresy)[4]

## Odbiór
Film został po raz pierwszy zaprezentowany publiczności wczesną jesienią 2016 roku na zakończenie jubileuszowych obchodów 100. rocznicy śmierci bł. Karoliny Kózkówny. Premiera była zarazem wotum wdzięczności za dar spotkania z Ojcem Świętym Franciszkiem w Polsce podczas Światowych Dni Młodzieży.
W kinach film obejrzało ponad 210 tysięcy widzów. Zerwany kłos nie spotkał się z przychylnością krytyków, którzy wytykali mu przede wszystkim amatorszczyznę i sztuczność. Film otrzymał sześć nominacji do antynagrody Węży, jednak żadnego "Węża" ostatecznie nie dostał.

## Nagrody i anty-nagrody[7]
Węże (2018) - nominacje:
- Wielki Wąż - Najgorszy film
- Wąż - Najbardziej żenujący film na ważny temat
- Wąż - Najgorsza reżyseria (Witold Ludwig)
- Wąż - Najgorszy plakat
- Wąż - Efekt specjalnej troski (wieś ze skansenu)
- Wąż - Najgorszy teledysk okołofilmowy - "Warto jest wierzyć", wyk. Zofia Nowakowska